# Copa Intercontinental de Fútbol Sala
La Copa Intercontinental de fútbol sala es una competición de carácter amistoso que enfrenta a los mejores equipos de las competiciones de fútbol sala más importantes de los cinco continentes.

## Historia
No fue una competición avalada por la FIFA hasta 2004, sin embargo no la organiza ni la reconoce como una competición oficial. Se accede a disputar la competición por invitación, no por méritos, y la FIFA no usa su logo en este torneo, ni aparece en los documentos, reglamentos y sitios oficiales de FIFA.
A lo largo de la historia ha tenido diferentes formatos, cantidad de participantes y organizadores, pero siempre siendo una competición internacional no oficial. Desde sus inicios es un torneo que ha sido dominado principalmente por clubes de la LNF brasileña y de la LNFS española.

## Historial
| Temporada | Sede              | Campeón               | Subcampeón          | Resultado            |               |               |
| 1997      | Porto Alegre      | Internacional         | FC Barcelona        | 4-2                  |               |               |
| 1997      | Moscú             | Dina Moscú            | Internacional       | 0-0, 3-2 y 4-2       |               |               |
| 1998      | Moscú             | Atlético Mineiro      | Dina Moscú          | 5-6, 4-0 y 4-3       |               |               |
| 1999      | Moscú             | Ulbra                 | Dina Moscú          | 4-4 (5-4), 2-3 y 4-3 |               |               |
| 2000      | Moscú             | Caja Segovia          | Atlético Mineiro    | Cuadrangular         |               |               |
| 2001      | Moscú             | Ulbra                 | Dina Moscú          | Cuadrangular         |               |               |
| 2002      | No se disputó     | No se disputó         | No se disputó       | No se disputó        | No se disputó | No se disputó |
| 2003      | No se disputó     | No se disputó         | No se disputó       | No se disputó        | No se disputó | No se disputó |
| 2004      | Barcelona         | Carlos Barbosa        | Playas de Castellón | 6-3                  |               |               |
| 2005      | Puertollano       | Boomerang Interviú    | Malwee Jaraguá      | 5-2                  |               |               |
| 2006      | Brusque           | Boomerang Interviú    | Malwee Jaraguá      | 1-0                  |               |               |
| 2007      | Portimão          | Boomerang Interviú    | Malwee Jaraguá      | 3-1                  |               |               |
| 2008      | Granada           | Interviú Fadesa       | Malwee Jaraguá      | 6-1                  |               |               |
| 2009      | No se disputó     | No se disputó         | No se disputó       | No se disputó        | No se disputó | No se disputó |
| 2010      | No se disputó     | No se disputó         | No se disputó       | No se disputó        | No se disputó | No se disputó |
| 2011      | Alcalá de Henares | Inter Movistar        | Carlos Barbosa      | Cuadrangular         |               |               |
| 2012      | Carlos Barbosa    | Carlos Barbosa        | Inter Movistar      | Cuadrangular         |               |               |
| 2013      | Greensboro        | Dinamo Moscú          | Carlos Barbosa      | 5-1                  |               |               |
| 2014      | Almatý            | Kairat Almatý         | Dinamo Moscú        | 3-2                  |               |               |
| 2015      | Erechim           | Atlántico Erechim     | Kairat Almatý       | 4-3                  |               |               |
| 2016      | Doha              | Magnus Futsal         | Carlos Barbosa      | 4-3                  |               |               |
| 2017      | No se disputó     | No se disputó         | No se disputó       | No se disputó        | No se disputó | No se disputó |
| 2018      | Bangkok           | Magnus Futsal         | Carlos Barbosa      | 2-0                  |               |               |
| 2019      | Bangkok           | Magnus Futsal         | Boca Juniors        | 2-2 (3-1)            |               |               |
| 2020      | No se disputó     | No se disputó         | No se disputó       | No se disputó        | No se disputó | No se disputó |
| 2021      | No se disputó     | No se disputó         | No se disputó       | No se disputó        | No se disputó | No se disputó |
| 2022      | No se disputó     | No se disputó         | No se disputó       | No se disputó        | No se disputó | No se disputó |
| 2023      | Foz de Iguazu     | Mallorca Palma Futsal | Cascavel            | 3-3 (4-3)            |               |               |
| 2024      | Palma de Mallorca | Mallorca Palma Futsal | Magnus Futsal       | 4-1                  |               |               |

## Títulos por equipos
| Equipo                   | País       | Títulos | Subtítulos | Años campeón                 |
| ------------------------ | ---------- | ------- | ---------- | ---------------------------- |
| Movistar Inter           | España     | 5       | 1          | 2005, 2006, 2007, 2008, 2011 |
| Magnus Futsal            | Brasil     | 3       | 1          | 2016, 2018, 2019             |
| Carlos Barbosa           | Brasil     | 2       | 4          | 2004, 2012                   |
| Ulbra                    | Brasil     | 2       | 0          | 1999, 2001                   |
| Mallorca Palma Futsal    | España     | 2       | 0          | 2023, 2024                   |
| Dina Moscú               | Rusia      | 1       | 3          | 1997                         |
| Sport Club Internacional | Brasil     | 1       | 1          | 1997                         |
| Atlético Mineiro         | Brasil     | 1       | 1          | 1998                         |
| Dinamo Moscú             | Rusia      | 1       | 1          | 2013                         |
| Kairat Almatý            | Kazajistán | 1       | 1          | 2014                         |
| Segovia Futsal           | España     | 1       | 0          | 2000                         |
| Atlántico Erechim        | Brasil     | 1       | 0          | 2015                         |
| Jaraguá                  | Brasil     | 0       | 4          | -                            |
| Barcelona                | España     | 0       | 1          | -                            |
| Bisontes Castellón       | España     | 0       | 1          | -                            |
| Boca Juniors             | Argentina  | 0       | 1          | -                            |
| Cascavel                 | Brasil     | 0       | 1          | -                            |

## Títulos por países
| País       | Títulos | Subtítulos | Clubes campeones |
| ---------- | ------- | ---------- | --- |
| Brasil     | 10      | 12         | Magnus Futsal (3), Sport Club Ulbra (2), Carlos Barbosa (2), Sport Club Internacional (1), Atlético Mineiro (1), Atlántico Erechim (1) |
| España     | 8       | 3          | Movistar Inter (5), Mallorca Palma Futsal (2), Segovia Futsal (1)                                                                      |
| Rusia      | 2       | 4          | Dina Moscú (1), Dinamo Moscú (1) |
| Kazajistán | 1       | 1          | Kairat Almatý (1) |
| Argentina  | 0       | 1          | |